# Iolanda de Dreux
Iolanda de Dreux (em francês:  Yolande: Castelo de Dreux, 20 de março de 1263 – Convento de Port-Royal des Champs, 2 de agosto de 1330) foi uma nobre francesa. Ela foi suo jure condessa de Montfort-l'Amaury como sucessora da mãe. Ela foi a rainha consorte da Escócia – e do Reino Unido como um todo – que deteve o título por menos tempo, de outubro de 1285 a março de 1286, até a morte do marido, Alexandre III da Escócia. Através de seu segundo casamento com Artur II, Duque da Bretanha, foi duquesa da Bretanha de 1305 a 1312.

## Família
Iolanda foi a segunda filha e terceira criança nascida de Roberto IV, Conde de Dreux, da Casa de Dreux, um ramo cadete da Dinastia capetiana de reis franceses, e de Beatriz, Condessa de Montfort-l'Amaury. 
Os seus avós paternos eram João I, Conde de Dreux e Maria de Bourbon. Os seus avós maternos eram o conde João I de Montfort e Joana, Senhora de Châteaudun.
Iolanda teve cinco irmãos: João II, Conde de Dreux, que lutou ao lado do rei Filipe VI de França na Guerra Franco-Flamenga, e que foi primeiro casado com Joana, senhora de Montpensier e depois com Pernela de Sully; Maria, esposa de Mateus IV, senhor de Montmorency; Joana, condessa de Braine, cujo primeiro marido foi João IV, conde de Roucy e o segundo foi João de Bar, senhor de Puisaye; Beatriz, abadessa de Pont-Royal, e Roberto, senhor do Chateau-du-Loire.
Através da linhagem paterna, era descendente do rei Luís VI de França e de sua segunda esposa, Adelaide de Saboia, pois o seu tataravô, Roberto I de Dreux, era um filho do casal. Roberto também era irmão do rei Luís VII de França.
Através da linhagem materna, foi descendente de Amalrico de Montfort, cujo irmão, Simão de Montfort, 6.º Conde de Leicester, marido da princesa Leonor de Inglaterra, foi o líder da Segunda Guerra dos Barões contra o rei Henrique III de Inglaterra.

## Biografia

### Rainha da Escócia
O rei Alexandre III da Escócia era casado com a princesa Margarida de Inglaterra, com quem teve três filhos: Margarida, Rainha da Noruega, Alexandre, e Davi. Em 1281, o rei perdeu o seu filho mais novo, Davi, e dois anos depois, em 1283, Margarida morreu no parto, deixando apenas o príncipe Alexandre como herdeiro, que logo veio a falecer em 1284. Como a sua esposa, Margarida, tinha falecido em 1275, o rei Alexandre III precisava se casar novamente para ter um herdeiro do trono. Enquanto isso não acontecia, a herdeira presuntiva da coroa era Margarida, a Donzela da Noruega, neta do rei, que era apenas uma criança.
A mãe de Iolanda, a condessa Beatriz, era enteada de João II de Brienne, o segundo marido da mãe de Alexandre, a rainha viúva Maria de Coucy. Iolanda era considerada uma noiva adequada também pelo fato de que era uma descendente do rei Luís VI de França pela linhagem paterna. Iolanda e Alexandre tinham ancestrais em comum, através das casas nobres francesas de Dreux e Coucy. Além do casamento servir para o nascimento de um herdeiro, o casamento entre eles também representava que o rei escocês estava se distanciando do seu vizinho, o rei Eduardo I de Inglaterra, irmão da princesa Margarida, sua primeira esposa, e para enfatizar a independência escocesa da Inglaterra, ao se aliar com a França.
Uma embaixada foi enviada da Escócia em fevereiro de 1285, a qual retornou da França no verão com Iolanda acompanhada do irmão, João. O casamento foi celebrado no dia 14 de outubro de 1285, dia de São Calisto, na Abadia de Jedburgo, e contou com a presença de muitos nobres importantes dos dois países. A noiva tinha 22 anos, e o noivo tinha 44.
Contudo, o casamento foi breve, tendo durado cinco meses. No dia 19 de março de 1286, o rei Alexandre, que passou o dia todo numa reunião do conselho em Edimburgo, decidiu partir à cavalo rumo ao Castelo de Kinghorn, em Fife, onde se juntaria à Iolanda. Ao que parece, ele queria estar ao lado da nova esposa para celebrar o seu aniversário no dia seguinte, e é possível que tivesse descoberto há pouco tempo que ela esperava um filho. Ele estava ansioso, e levou apenas uma escolta de três homens e dois guias locais consigo na viagem. Com um clima ruim no horizonte e o dia chegando ao fim, várias pessoas tentaram dissuadir o monarca a continuar a jornada, incluindo o barqueiro no Rio Forth e o bailie na cidade litorânea de Inverkeithing, também em Fife, que argumentaram que Alexandre deveria passar a noite ali, e continuar a viagem na manhã seguinte, pois uma forte tempestade se aproximava. Faltando menos de 13 quilomêtros para o seu destino final, o rei ignorou os conselhos, e insistiu em continuar. De alguma maneira, ele acabou se perdendo de seus acompanhantes no escuro, mas continuou em frente, sozinho. No dia seguinte, o seu corpo foi encontrado na praia de Pettycur, a uma distância de menos de 1 quilomêtro de Kinghorn. A explicação mais provável é a de que o cavalo do rei tropeçou, jogando Alexandre, cujo pescoço foi quebrado na queda, ao chão. Contudo, um autor sugeriu que a sua morte foi resultado de um crime, enquanto que outros sugeriram que o rei estava bêbado. Embora alguns escritores mencionem uma queda de um penhasco, não há nenhum no local em que o seu corpo foi encontrado; há, contudo, um barranco de rochas muito íngreme, o que teria sido fatal no escuro.
Após a morte do marido, a rainha se mudou para o Castelo de Stirling e declarou que estava grávida. Os Guardiões da Escócia foram eleitos por um parlamento reunido na cidade de Scone, em Perth and Kinross, no dia 2 ou 28 de abril de 12866, e juraram governar o reino, até que a herdeira eleita pelo rei, Margarida, a Donzela da Noruega, chegasse ao país para tomar o trono, ou, até que Iolanda desse à luz uma criança, quem teria precedência sobre Margarida.
Não se sabe, com certeza, o que houve com a gravidez da rainha. É possível que ela tenha sofrido um aborto espontâneo, que o bebê tenha nascido morto, ou morrido logo após o nascimento, que fosse um caso de pseudociese, ou ainda, de acordo com um relato duvidoso, que ela estivesse fingindo estar grávida. No entanto, de acordo com um relato, os Guardiões se reuniram na cidade de Clackmannan, no dia de Santa Catarina, em 25 de novembro de 1286, para testemunhar o parto, porém, a criança nasceu morta. Segundo a tradição, o bebê foi enterrado em Clackmannan. Como não havia uma criança viva, os nobres começaram os preparativos para que Margarida fosse levada para a Escócia, onde se tornaria a rainha soberana. Isso nunca aconteceu, contudo, pois ela morreu nas Órcades a caminho do país.
A rainha viúva Iolanda permaneceu na Escócia por alguns anos, sendo sustentada pelo seu dote, e possivelmente, vivendo no Castelo de Stirling. Sabe-se que ela ainda estava no país no ano de 1288. Em algum momento, ela voltou para a França.

### Duquesa da Bretanha
No mês de maio de 1292, Iolanda se casou com o futuro duque Artur, que pertencia à mesma casa nobre de Iolanda, a de Dreux. Ele era filho de João II, Duque da Bretanha e da princesa Beatriz de Inglaterra, que era irmã da primeira esposa de Alexandre III, e do rei Eduardo I. Juntos, eles tiveram seis filhos. Artur já tinha três filhos do primeiro casamento com Maria, Viscondessa de Limoges. Ela tornou-se duquesa com a ascensão do marido, em 1305.
Em 9 de março de 1311, a duquesa sucedeu a mãe como condessa de Montfort-l'Amaury, após a sua morte.
A duquesa continuou a administrar os seus assuntos no país do qual outrora foi rainha; um pouco antes de sua morte, ela despachou um cavaleiro para a Escócia para cuidar das terras do seu dote.
Ela ficou viúva em 27 de agosto de 1312. Iolanda faleceu no dia 2 de agosto de 1330, no convento de Port-Royal des Champs, fora de Paris.

## Descendência
- João de Montfort (1293 – 26 de setembro de 1345), também conhecido como João IV da Bretanha, sua reivindicação ao ducado da Bretanha levou à Guerra da Sucessão Bretã contra a sobrinha, Joana de Penthièvre. Ele foi apoiado por Eduardo II de Inglaterra. Foi casado com Joana de Flandres, com quem teve dois filhos;
- Beatriz da Bretanha (7 de dezembro de 1295 — 5 de dezembro de 1384), senhora de Hédé. Foi casada com Guido IX de Laval, com quem teve três filhos;
- Joana da Bretanha (1296 – 24 de março de 1364), senhora de Nogent-le-Rotrou. Foi esposa de Roberto de Flandres, senhor de Cassel e conde de Merle, filho do conde Roberto III da Flandres. Teve dois filhos;
- Alice da Bretanha (1298 – maio de 1377), foi esposa de Burcardo IX, conde de Vendôme, com quem teve seis filhos;
- Branca da Bretanha (n. 18 de julho de 1300), morreu jovem;
- Maria da Bretanha (1302 – 24 de maio de 1371), freira em Poissy, a partir de 1323.